# Auf Kuhlmannsberge
Auf Kuhlmannsberge ist ein Naturschutzgebiet im niedersächsischen Flecken Aerzen im Landkreis Hameln-Pyrmont.
Das Naturschutzgebiet mit dem Kennzeichen NSG HA 128 ist 7 Hektar groß. Es liegt direkt südlich des Aerzener Ortsteils Grießem innerhalb des Naturparks Weserbergland Schaumburg-Hameln und stellt einen Bereich mit Halbtrockenrasen und Trockengebüsche sowie Grünland und alten Streuobstbeständen an ost- und südostexponierten Hängen des Fleizberges unter Schutz. Das Naturschutzgebiet schützt damit Reste der früheren Bewirtschaftungsformen auf flachgründig anstehendem Kalkverwitterungsgestein im Pyrmonter Bergland.
Das Gebiet steht seit dem 5. Mai 1988 unter Naturschutz. Zuständige untere Naturschutzbehörde ist der Landkreis Hameln-Pyrmont.